# Consulta mèdica electrònica
La consulta electrònica és un aspecte de la telemedicina que implica la comunicació (habitualment amb un servei de missatgeria electrònica) entre pacients i els professionals de la salut, o entre aquests últims.
Les consultes més habituals són entre pacients i sanitaris d'atenció primària. L'ús generalitzat de la història clínica electrònica redueix la necessitat d'aplicacions especialitzades en consultes mèdiques, en estar integrada aquesta utilitat en la primera. L'ús de les consultes electròniques, per part dels pacients, va tenir un augment considerable durant la pandèmia de COVID-19.
En l'àmbit de Catalunya el 2015 i sobretot el 2016 es va iniciar la posada en marxa de l'eConsulta, ja integrada dins de La Meva Salut.